# Гранд-адмірал Траун
Гранд-адмірал Траун — вигаданий персонаж розширеного всесвіту Зоряних війн. Його створив письменник Тімоті Зан для своєї «Трилогії Трауна» 1991 року. Очолював решти Галактичної імперії після її занепаду, утворивши власну армію.
Траун належав до раси чіссів. Його ім'я рідною мовою звучить як Митт'рау'нуруодо (англ. Mitth'raw'nuruodo). Це єдиний гранд-адмірал не людина, що служив в Імперському Флоті. Він вважався найкращим стратегом у флоті і, попри сувору й жорстоку політику Галактичної імперії, він посів високе місце.
Майбутній гранд-адмірал служив у чісських експансіоністських оборонних силах багато років, де він продемонстрував свої здібності. Однак багато методів Траун суперечили суспільству чіссів, і тому його вигнали. Його виявив майбутній офіцер Імперського флоту Восс Парком, який привів чіссів до Палпатина. Палпатин навчав Трауна у 27 році ДБЯ і знав його командні здібності.
Згодом Траун почав підійматися імперськими службовими сходами і вже у 2 році ПБЯ став тринадцятим імперським гранд-адміралом. Незабаром після цього він вирушив на секретне завдання в Невідомі Регіони. Траун залишався там протягом кількох років після битви за Ендор, в якій Палпатин загинув. До 9 року ПБЯ Імперія була на межі краху, коли Траун повернувся. У нього був план із руйнування Нової Республіки. Хоча гранд-адмірал завдав кілька важких ударів молодому уряду, він не зміг його знищити. Траун був убитий під час битви за Білбрінджі ногрі Рухом, особистим охоронцем гранд-адмірала, який дізнався, що Імперія зрадила його народ.
Вперше з'явився на екрані після появи у коміксах, у мультсеріалі «Зоряні війни: Повстанці», та став частиною канону, після чого з'явився у серіалі "Асока".